# FIH Champions Trophy
Die FIH Champions Trophy war – nach den Olympischen Spielen und den Weltmeisterschaften – das prestigeträchtigste Hockeyturnier für Nationalmannschaften. Es wurde erstmals 1978 von der Pakistan Hockey Federation ausgerichtet und fand von 1980 bis 2010 jährlich an abwechselnden Orten statt. Seit 2012 wurde das Turnier nur noch alle zwei Jahre ausgetragen, und zwar in den geraden Jahren, in denen auch die Olympischen Spiele bzw. die Weltmeisterschaften stattfanden. Im Jahr 2018 fand es zum letzten Mal statt und wurde ab 2019 durch die FIH Pro League ersetzt. Ausrichter war die Fédération Internationale de Hockey (FIH).
1987 wurde auch eine Champions Trophy für Damen ins Leben gerufen. Zunächst fand dieses Turnier im zweijährlichen Rhythmus statt. Von 1999 bis 2012 fand es auch jährlich statt.

## Modus
Bis 2010 ermittelten die sechs besten Hockeynationalmannschaften im Ligasystem jeder gegen jeden den Turniersieger. Teilnahmeberechtigt waren der gastgebende Verband, der Titelverteidiger, der amtierende Olympiasieger, der amtierende Weltmeister sowie die bei den jeweils letzten Olympischen Spielen oder Weltmeisterschaften bestplatzierten Verbände. Seit 2001 musste der schlechtestplatzierte Verband aussetzen und diesen Startplatz nahm der Gewinner der Champions Challenge ein.
Seit 2011 wird das Turnier mit acht Teilnehmern in zwei Gruppen gespielt. Teilnahmeberechtigt sind der Gastgeber, die fünf Besten der vorangegangenen Trophy und der Sieger der Champions Challenge. Die verbleibenden Plätze werden von der FIH über Wildcards vergeben. 2016 wurden die Turniere wieder mit sechs Teilnehmern gespielt.
Anmerkung: Eigentlich nimmt Großbritannien nur an den Olympischen Spielen teil, aber zur Vorbereitung auf die Spiele dürfen sie in einem Zeitraum von 12 Monaten davor anstelle von England, Schottland oder Wales auch an anderen internationalen Turnieren teilnehmen.

## Champions Trophy der Herren
Nur fünf Länder konnten bei den 37 ausgetragenen Turnieren die Champions Trophy entgegennehmen. Rekordgewinner ist Australien mit 15 Siegen vor Deutschland mit zehn und den Niederlanden mit acht Siegen. Pakistan gewann dreimal, Spanien konnte sich 2004 die Trophy sichern.
| Nr. | Jahr | Austragungsort  | Dauer                         | Sieger         | Zweiter        | Dritter        | Details |
| --- | ---- | --------------- | ----------------------------- | -------------- | -------------- | -------------- | ------- |
| 1.  | 1978 | Lahore          | 17. November – 24. November   | Pakistan       | Australien     | Großbritannien | Details |
| 2.  | 1980 | Lahore          | 3. Januar – 11. Januar        | Pakistan       | BR Deutschland | Australien     | Details |
| 3.  | 1981 | Karatschi       | 9. Januar – 16. Januar        | Niederlande    | Australien     | BR Deutschland | Details |
| 4.  | 1982 | Amstelveen      | 6. Juni – 13. Juni            | Niederlande    | Australien     | Indien         | Details |
| 5.  | 1983 | Karatschi       | 28. Oktober – 4. November     | Australien     | Pakistan       | BR Deutschland | Details |
| 6.  | 1984 | Karatschi       | 7. Dezember – 14. Dezember    | Australien     | Pakistan       | Großbritannien | Details |
| 7.  | 1985 | Perth           | 16. November – 24. November   | Australien     | Großbritannien | BR Deutschland | Details |
| 8.  | 1986 | Karatschi       | 4. April – 11. April          | BR Deutschland | Australien     | Pakistan       | Details |
| 9.  | 1987 | Amstelveen      | 19. Juni – 28. Juni           | BR Deutschland | Niederlande    | Australien     | Details |
| 10. | 1988 | Lahore          | 25. März – 1. April           | BR Deutschland | Pakistan       | Australien     | Details |
| 11. | 1989 | Berlin          | 10. Juni – 18. Juni           | Australien     | Niederlande    | BR Deutschland | Details |
| 12. | 1990 | Melbourne       | 17. November – 25. November   | Australien     | Niederlande    | Deutschland    | Details |
| 13. | 1991 | Berlin          | 13. September – 22. September | Deutschland    | Pakistan       | Niederlande    | Details |
| 14. | 1992 | Karatschi       | 20. Februar – 28. Februar     | Deutschland    | Australien     | Pakistan       | Details |
| 15. | 1993 | Kuala Lumpur    | 3. Juli – 11. Juli            | Australien     | Deutschland    | Niederlande    | Details |
| 16. | 1994 | Lahore          | 17. März – 25. März           | Pakistan       | Deutschland    | Niederlande    | Details |
| 17. | 1995 | Berlin          | 23. September – 1. Oktober    | Deutschland    | Australien     | Pakistan       | Details |
| 18. | 1996 | Madras          | 7. Dezember – 15. Dezember    | Niederlande    | Pakistan       | Deutschland    | Details |
| 19. | 1997 | Adelaide        | 11. Oktober – 19. Oktober     | Deutschland    | Australien     | Spanien        | Details |
| 20. | 1998 | Lahore          | 31. Oktober – 28. November    | Niederlande    | Pakistan       | Australien     | Details |
| 21. | 1999 | Brisbane        | 10. Juni – 20. Juni           | Australien     | Südkorea       | Niederlande    | Details |
| 22. | 2000 | Amstelveen      | 27. Mai – 4. Juni             | Niederlande    | Deutschland    | Südkorea       | Details |
| 23. | 2001 | Rotterdam       | 3. November – 11. November    | Deutschland    | Australien     | Niederlande    | Details |
| 24. | 2002 | Köln            | 31. August – 8. September     | Niederlande    | Deutschland    | Pakistan       | Details |
| 25. | 2003 | Amstelveen      | 16. August – 24. August       | Niederlande    | Australien     | Pakistan       | Details |
| 26. | 2004 | Lahore          | 4. Dezember – 12. Dezember    | Spanien        | Niederlande    | Pakistan       | Details |
| 27. | 2005 | Chennai         | 10. Dezember – 18. Dezember   | Australien     | Niederlande    | Spanien        | Details |
| 28. | 2006 | Terrassa        | 22. Juli – 30. Juli           | Niederlande    | Deutschland    | Spanien        | Details |
| 29. | 2007 | Kuala Lumpur    | 29. November – 9. Dezember    | Deutschland    | Australien     | Niederlande    | Details |
| 30. | 2008 | Rotterdam       | 21. Juni – 29. Juni           | Australien     | Spanien        | Argentinien    | Details |
| 31. | 2009 | Melbourne       | 28. November – 6. Dezember    | Australien     | Deutschland    | Südkorea       | Details |
| 32. | 2010 | Mönchengladbach | 31. Juli – 8. August          | Australien     | England        | Niederlande    | Details |
| 33. | 2011 | Auckland        | 3. Dezember – 11. Dezember    | Australien     | Spanien        | Niederlande    | Details |
| 34. | 2012 | Melbourne       | 1. Dezember – 9. Dezember     | Australien     | Niederlande    | Pakistan       | Details |
| 35. | 2014 | Bhubaneswar     | 6. Dezember – 14. Dezember    | Deutschland    | Pakistan       | Australien     | Details |
| 36. | 2016 | London          | 10. Juni – 17. Juni           | Australien     | Indien         | Deutschland    | Details |
| 37. | 2018 | Breda           | 23. Juni – 1. Juli            | Australien     | Indien         | Niederlande    | Details |

## Champions Trophy der Damen
Bei den 23 ausgetragenen Turnieren der Damen gab es sechs verschiedene Sieger. Rekordgewinner sind die Niederlande und Argentinien mit jeweils sieben Siegen vor Australien mit sechs Erfolgen. Deutschland, die Volksrepublik China und Südkorea waren je einmal Gewinner des Turniers.
| Nr. | Jahr | Austragungsort    | Dauer                         | Sieger              | Zweiter             | Dritter             | Details |
| --- | ---- | ----------------- | ----------------------------- | ------------------- | ------------------- | ------------------- | ------- |
| 1.  | 1987 | Amstelveen        | 21. Juni – 28. Juni           | Niederlande         | Australien          | Südkorea            | Details |
| 2.  | 1989 | Frankfurt am Main | 3. September – 10. September  | Südkorea            | Australien          | BR Deutschland      | Details |
| 3.  | 1991 | Berlin            | 14. September – 21. September | Australien          | Deutschland         | Niederlande         | Details |
| 4.  | 1993 | Amstelveen        | 22. August – 29. August       | Australien          | Niederlande         | Deutschland         | Details |
| 5.  | 1995 | Mar del Plata     | 9. September – 17. September  | Australien          | Südkorea            | Vereinigte Staaten  | Details |
| 6.  | 1997 | Berlin            | 1. Juni – 8. Juni             | Australien          | Deutschland         | Niederlande         | Details |
| 7.  | 1999 | Brisbane          | 10. Juni – 19. Juni           | Australien          | Niederlande         | Deutschland         | Details |
| 8.  | 2000 | Amstelveen        | 26. Mai – 3. Juni             | Niederlande         | Deutschland         | Australien          | Details |
| 9.  | 2001 | Amstelveen        | 18. August – 26. August       | Argentinien         | Niederlande         | Australien          | Details |
| 10. | 2002 | Macau             | 24. August – 1. September     | Volksrepublik China | Argentinien         | Niederlande         | Details |
| 11. | 2003 | Sydney            | 29. November – 7. Dezember    | Australien          | Volksrepublik China | Niederlande         | Details |
| 12. | 2004 | Rosario           | 6. November – 14. November    | Niederlande         | Deutschland         | Argentinien         | Details |
| 13. | 2005 | Canberra          | 26. November – 4. Dezember    | Niederlande         | Australien          | Volksrepublik China | Details |
| 14. | 2006 | Amstelveen        | 8. Juli – 16. Juli            | Deutschland         | Volksrepublik China | Niederlande         | Details |
| 15. | 2007 | Quilmes           | 13. Januar – 21. Januar       | Niederlande         | Argentinien         | Deutschland         | Details |
| 16. | 2008 | Mönchengladbach   | 17. Mai – 25. Mai             | Argentinien         | Deutschland         | Niederlande         | Details |
| 17. | 2009 | Sydney            | 11. Juli – 19. Juli           | Argentinien         | Australien          | Niederlande         | Details |
| 18. | 2010 | Nottingham        | 10. Juli – 18. Juli           | Argentinien         | Niederlande         | England             | Details |
| 19. | 2011 | Amstelveen        | 25. Juni – 3. Juli            | Niederlande         | Argentinien         | Neuseeland          | Details |
| 20. | 2012 | Rosario           | 28. Januar – 5. Februar       | Argentinien         | Großbritannien      | Niederlande         | Details |
| 21. | 2014 | Mendoza           | 29. November – 7. Dezember    | Argentinien         | Australien          | Niederlande         | Details |
| 22. | 2016 | London            | 18. Juni – 26. Juni           | Argentinien         | Niederlande         | Vereinigte Staaten  | Details |
| 23. | 2018 | Changzhou         | 17. November – 25. November   | Niederlande         | Australien          | Argentinien         | Details |

## Medaillenspiegel
Da aufgrund einer Sonderregelung entweder Großbritannien oder England antritt, werden ihre Medaillen hier addiert.
| RF | Land                        | Gold | Silber | Bronze | Gesamt |
| -- | --------------------------- | ---- | ------ | ------ | ------ |
| 1  | Australien                  | 15   | 10     | 5      | 30     |
| 2  | Deutschland                 | 10   | 7      | 7      | 24     |
| 3  | Niederlande                 | 8    | 6      | 9      | 23     |
| 4  | Pakistan                    | 3    | 7      | 7      | 17     |
| 5  | Spanien                     | 1    | 2      | 3      | 6      |
| 6  | Großbritannien bzw. England | 0    | 2      | 2      | 4      |
| 7  | Indien                      | 0    | 2      | 1      | 3      |
| 8  | Südkorea                    | 0    | 1      | 2      | 3      |
| 9  | Argentinien                 | 0    | 0      | 1      | 1      |

| RF | Land                        | Gold | Silber | Bronze | Gesamt |
| -- | --------------------------- | ---- | ------ | ------ | ------ |
| 1  | Niederlande                 | 7    | 5      | 9      | 21     |
| 2  | Argentinien                 | 7    | 3      | 2      | 12     |
| 3  | Australien                  | 6    | 6      | 2      | 14     |
| 4  | Deutschland                 | 1    | 5      | 4      | 10     |
| 5  | Volksrepublik China         | 1    | 2      | 1      | 4      |
| 6  | Südkorea                    | 1    | 1      | 1      | 3      |
| 7  | Großbritannien bzw. England | 0    | 1      | 1      | 2      |
| 8  | Vereinigte Staaten          | 0    | 0      | 2      | 2      |
| 9  | Neuseeland                  | 0    | 0      | 1      | 1      |